# کارآگاه حقیقی (مجله)
کارآگاه حقیقی  (به انگلیسی: True Detective) نام مجموعه‌ای از مجلات است که در سال ۱۹۲۴ میلادی پایه‌گذاری شده‌اند و به انتشار داستان‌های جنایی می‌پردازد.